# Gianna Gancia

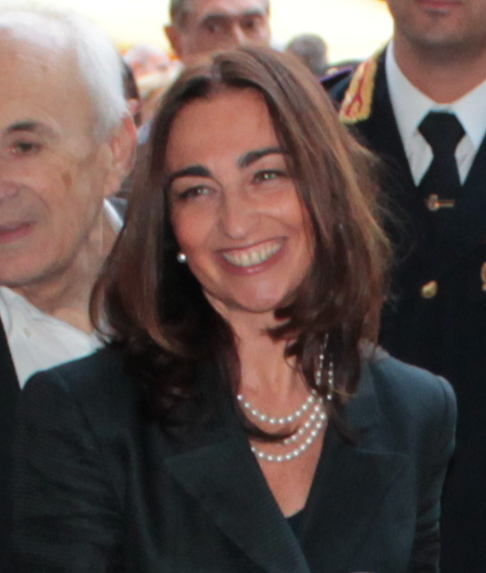
Gianna Gancia

Gianna Calderoli Gancia (geboren am 31. Dezember 1972 in Bra) ist eine italienische Unternehmerin und Politikerin (Lega). Von 2009 bis 2014 war sie Präsidentin der Provinz Cuneo. Seit der Europawahl 2019 ist sie Mitglied des Europäischen Parlaments als Teil der ID-Fraktion.

## Leben

### Ausbildung
Gancia wurde in Bra geboren und wuchs im Nachbarort Narzole auf, wo sie auch bis heute lebt. Nach ihrer Schulausbildung in Fossano begann Gianna ein Jurastudium an der Universität von Turin. Nach dem Tod ihres Vaters unterbrach sie ihr Studium, um sich um den Familienbetrieb zu kümmern. Als Unternehmerin arbeitete sie in der Weinindustrie und später in der Filmbranche. Sie war Vizepräsidentin der Jungunternehmerorganisation in der Provinz Cuneo.

### Politische Laufbahn
Gianna ist seit 1991 Mitglied der Lega. Zeitweise war sie Mitglied des Gemeinderats ihrer Heimatstadt Narzole. Bei den Kommunalwahlen 2009 wurde Gancia als Vertreterin der Mitte-Rechts-Koalition zur Präsidentin der Provinz Cuneo gewählt und war damit die jüngste Provinzpräsidentin in Italien. Sie hatte das Amt bis 2014 inne. 2012 wurde sie zur Präsidentin der Lega Nord im Piemont gewählt. Im Jahr 2014 gewann sie einen Sitz als Ratsmitglied der Region Piemont und erhielt dabei die meisten Vorzugsstimmen (6284).
2019 nominierte die Lega Gancia für den achten Listenplatz für die Europawahl 2019 im Europawahlkreis Nordwestitalien. Die Lega gewann in dem Wahlkreis haushoch 40,7 Prozent (plus 29 Prozent) 9 der 20 Mandate, sodass Gancia direkt einzog; sie selbst gewann 19.194 Vorzugsstimmen. Im Europäischen Parlament schloss sie sich der neugegründeten, rechtsextremen ID-Fraktion an. Für die Fraktion ist Gancia Mitglied im Ausschuss für Entwicklung und im Petitionsausschuss. Des Weiteren ist sie stellvertretendes Mitglied im Ausschuss für Wirtschaft und Währung, im Ausschuss für Industrie, Forschung und Energie und im September 2020 neu gegründeten Unterausschuss für Steuerfragen.

### Privat
Gancia ist seit 2015 mit dem in Italien weithin bekannten Politiker Roberto Calderoli verheiratet; die beiden haben einen Sohn.